# 曼尼浦红丝线
曼尼浦红丝线（学名：Lycianthes macrodon var. manipurensis）为茄科红丝线属下的一个变种。

## 扩展阅读
- 維基物種上的相關：曼尼浦红丝线